# Roger Conant (Stadtgründer)

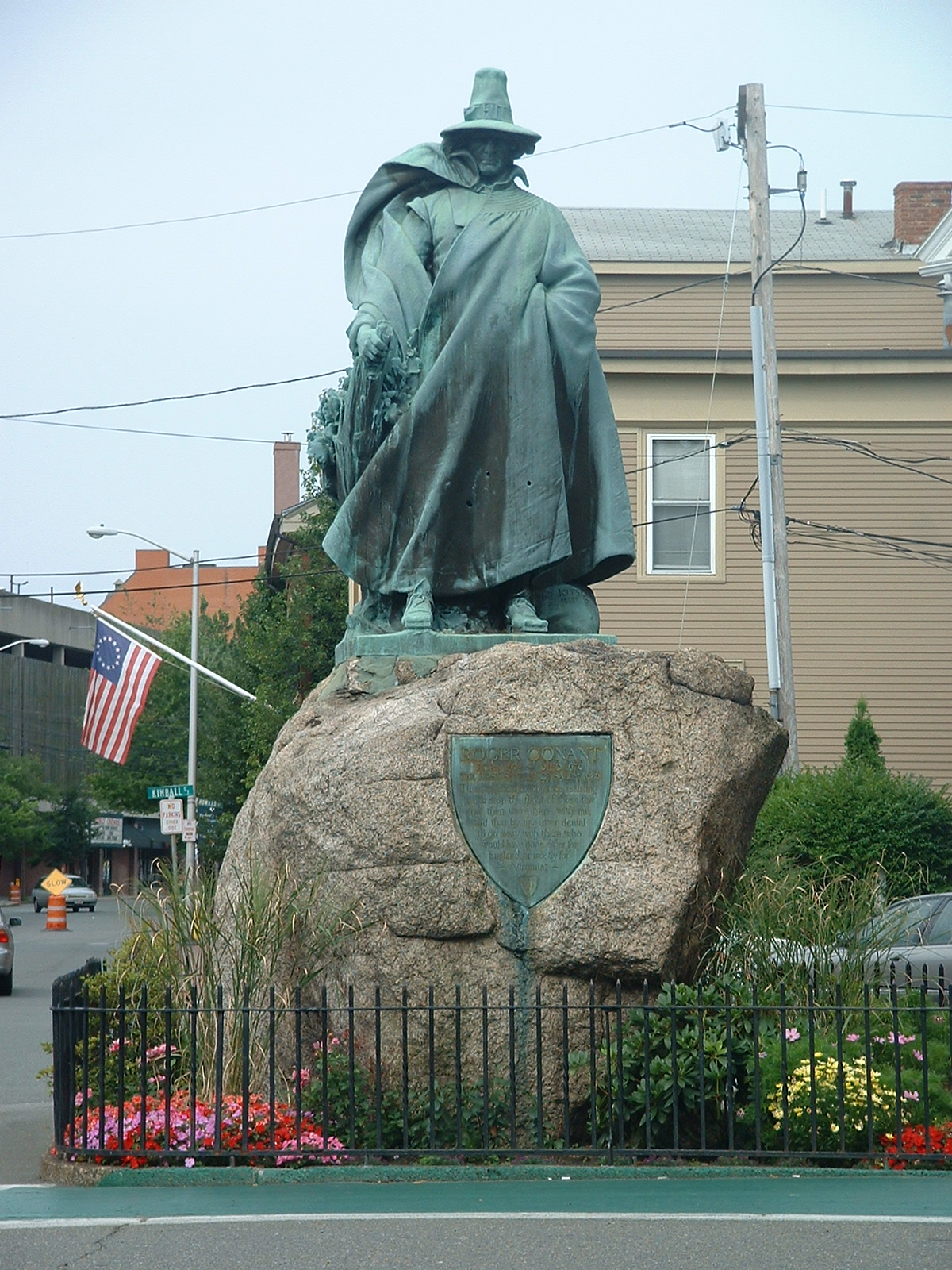
Statue von Roger Conant, dem Gründer von Salem, Massachusetts.

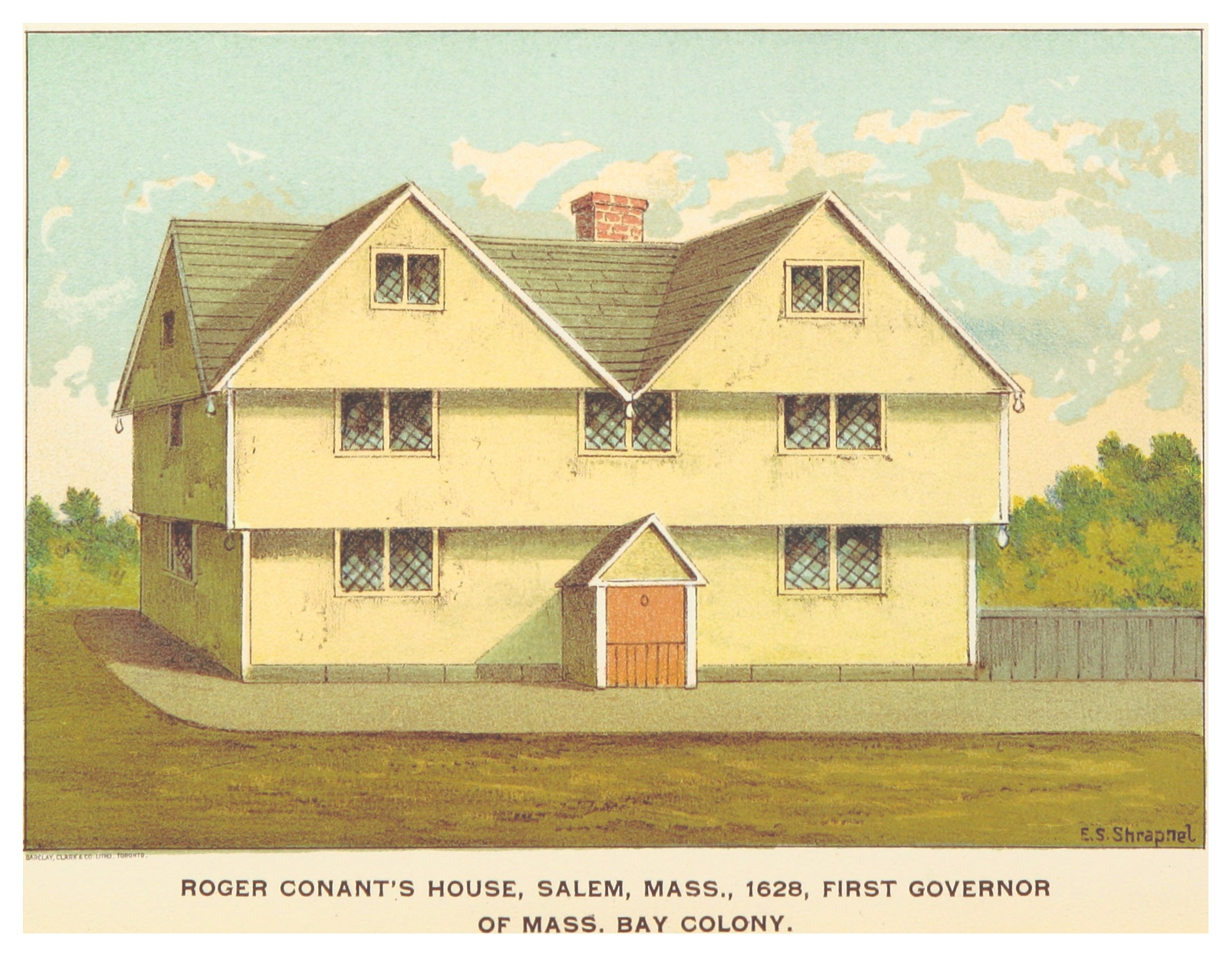
Conants Wohnhaus in Salem

Roger Conant (* 9. April 1592 in East Budleigh, Devonshire, England; † 1679 in Beverly, Massachusetts Bay Colony) war ein englischer Kolonist in Nordamerika. Er gilt als Gründer (1626) der Stadt Salem im heutigen US-Bundesstaat Massachusetts.

## Lebenslauf
Roger Conant wurde am 9. April 1592 in East Budleigh (Devonshire) in England getauft. Er war das achte und jüngste Kind von Richard Conant und Agnes Clark.
Er heiratete 1616 Sarah Horton in London. Mit seiner Frau und seinem ersten Sohn siedelte er mit dem Schiff Anne nach Amerika und in die damalige Kolonie Plymouth in Massachusetts (damals Naumkeag genannt) über. Weil ihn die puritanische Strenge in der Kolonie störte, zog er 1624 in das spätere Hull (damaliger indianischer Name: Nantasket).
Im Herbst 1624 bot ihm John White den Posten eines Gouverneurs über eine Fischerkolonie auf Cape Ann an. Doch das Vorhaben misslang, worauf der Großteil der Siedler nach England zurückkehrte. Eine kleinere Gruppe folgte ihm jedoch an der Küste entlang und gründete 1626 den Ort Salem. Hier fungierte er als erster Gouverneur der neuen Niederlassung, bis die Massachusetts Bay Company ihn durch John Endicott ersetzte.
Er baute das erste Salemer Haus an der heutigen Essex Street gegenüber dem zentralen Marktplatz der Stadt. Im Stadtarchiv ist seine Unterschrift auf einer Vereinbarung über die Erweiterung des Gemeindehauses zur ersten Salemer Kirche erhalten.
Conant behielt sein Leben lang ein hohes Ansehen und bekleidete verschiedene öffentliche Ämter in der Gemeinde. Nachdem Salem ein eigenes Amtsgericht einrichten durfte, wurde Conant 16 Jahre lang immer wieder zum Geschworenen ernannt. Auch die Grenzfestlegung neuer Gemeinden wurde ihm regelmäßig anvertraut, darunter auch Boston.
1636 wurde Conant zusammen mit anderen Pioniersiedlern in einem Ausschuss eingesetzt, der private Grundstücke in Salem aus öffentlichem Land löste. Für diese Arbeit erhielt er 200 Morgen Ackerland im benachbarten Bass River.
Ab 1659 initiierte er dort den Bau einer eigenen Kirche, die 1667 fertiggestellt wurde. Ein Jahr darauf, 1668, wurde die Siedlung Bass River zur neuen eigenständigen Stadt Beverly. Auch hier übte Conant öffentliche Ämter aus.
Conant starb 1679 mit 87 Jahren. Seine Nachfahren übersiedelten später nach Ontario. 
Seit 1913 gedenkt die Stadt Salem ihres Gründers mit einer überlebensgroßen Bronzestatue gegenüber dem Rathaus.
In einer Verfilmung von Peter Steffordshire über die Gründung Salems aus dem Jahr 1952 verkörperte Frank Cagliari den Conant.